# Bracheliopsis geniseta
Bracheliopsis geniseta là một loài ruồi trong họ Tachinidae.